# 腦筋急轉彎 (電影)
是一部2015年美國電腦動畫成長電影，由皮克斯動畫工作室製作、華特迪士尼影業發行，彼特·達克特和羅尼·德爾卡門共同執導。主要配音員包括艾米·波勒、菲利斯·史密斯、理查德·坎德、路易斯·布萊克、比爾·哈德、敏迪·卡靈、黛安·蓮恩、凯尔·麦克拉克伦和凯特林·迪亚斯（Kaitlyn Dias）等。電影劇情圍繞主角萊莉（Riley）腦中的五種擬人化情緒展開，分別是樂樂（Joy）、憂憂（Sadness）、怒怒（Anger）、厭厭（Disgust）和驚驚（Fear），講述萊莉同家人遷居舊金山後適應新環境的過程和心理變化。 
曾執導《怪獸電力公司》及《天外奇蹟》等片的達克特，最早於2009年便開始《腦筋急轉彎》的製作；在那之前，他曾察覺自己女兒的個性會隨著成長而產生變化。他和德爾卡門一同撰寫電影的故事，與梅格·蕾法芙和喬許·庫利等人共同製作劇本，而曾為多部皮克斯動畫電影譜曲的麥可·吉亞奇諾則為本片配樂。電影的製作團隊在過程中曾諮詢許多心理學家，其中包括加州大學柏克萊分校的達契爾·克特納博士；他曾利用神经心理学的一項發現——人類的情绪對於人際關係有很重要的影響——來協助編修電影的故事。
《腦筋急轉彎》最初於2015年5月在第68屆坎城影展上舉行首映，接著於同年6月19日在北美地区上映。電影上映後獲得的好評如潮，許多影評都稱讚其出色的劇本、主題、配樂和配音團隊——特別是波勒、史密斯和坎德等人——以及電影創新的構想。該片上映後的第一週即獲得約9040萬美元的票房收入，並創下了原創電影（非續集或改編自其它作品）中首週票房的紀錄；最終，它在全球總共獲得約8.57億美元的票房收入。《腦筋急轉彎》亦獲得了不少榮譽，包括英国电影学院奖、金球獎、评论家选择奖、安妮獎、卫星奖以及奧斯卡最佳動畫片獎等。續集《腦筋急轉彎2》定於2024年夏季美國上映。

## 劇情
主角萊莉·安德森出生於美國明尼蘇達州，在她腦中有五種情緒表現形式：快樂、憂愁、厭惡、恐懼和憤怒，這五種擬人化的情緒在萊莉的大腦總部中透過一個控制台影響萊莉的行為和記憶。而記憶被儲存在彩色水晶球內，其中最重要的五顆快樂核心記憶存放在總部樞紐，各維持著一座塑造萊莉性格的個性島嶼。
萊莉11歲時父親覓得新工作，舉家遷往加州的舊金山，然而新居環境與萊莉的期望差距甚遠，使她心情逐漸變差。在萊莉首天到新學校上學時，憂憂甚至使她在自我介紹時在全班面前哭了出來，因而產生一顆憂傷的核心記憶；樂樂試圖把它放到輸送管丟棄，卻在和憂憂的爭奪下撞掉了所有的核心記憶。輸送管把樂樂、憂憂與被撞掉的五顆核心記憶吸離大腦總部、送往迷宮般的長期記憶存放區，萊莉的五座個性島嶼也因而失去功能。
留在大腦總部的怒怒、厭厭和驚驚試圖在樂樂回來前維持萊莉快樂的情緒，卻使萊莉逐漸疏遠父母和朋友，以及放棄她最喜愛的運動——冰球；這也導致了三座個性島嶼的崩塌。在不斷受挫後，怒怒植入了一則想法，使萊莉決定獨自離開舊金山，回到明尼蘇達州尋找快樂。
同時，樂樂及憂憂在長期記憶存放區中遇上萊莉兒時的幻想朋友小彬彬，三人在探索萊莉腦中的不同區域後，帶著所有核心記憶趕上了返回大腦總部的思路列車。此時，萊莉正偷走她母親的信用卡以購買前往明尼蘇達的長途客運車票，造成僅存的兩座個性島嶼之一的誠實島崩塌而使得旁邊的火車出軌。他們被工人救起後，繼而嘗試利用回憶管將自己吸回大腦總部，而為避免萊莉再次感到悲傷，樂樂決定丟下憂憂獨自回去。這時，萊莉要上學了，但是她完全不理會家人的關心，導致最後一座個性島嶼－家庭島隨之崩塌，回憶管也因此被扯斷，使樂樂和小彬彬掉入一切記憶會被遺忘銷毀的記憶垃圾場。
在記憶垃圾場內，樂樂絕望之餘，無意間發現萊莉數個快樂的核心記憶都是發生在悲傷的經歷之後，終於明白了快樂與悲傷其實是一體兩面、相輔相成的。小彬彬和樂樂嘗試利用萊莉兒時幻想的火箭逃離垃圾場，小彬彬發現火箭無法乘載二人重量，於是犧牲自己讓樂樂一人逃離。樂樂在長期記憶存放區中尋回憂憂並成功回到大腦總部；此時怒怒植入的想法已經使控制台失去功能，樂樂出於先前的認識，決定將控制權交給憂憂，而憂憂重新恢復了控制台並使萊莉回家。
在憂憂重新裝回核心記憶後，萊莉回到家哭著向父母承認自己懷念昔日在明尼蘇達州的生活，並獲得了他們的安慰和體諒，事件形成一顆快樂與憂傷混合的核心記憶，繼而建立了新的個性島嶼。一年後，萊莉已適應舊金山的新生活，大腦總部也已安裝升級控制台。多種情緒混合的新核心記憶，創造出更完善的個性島嶼，也使得萊莉的情感生活更加豐富。

## 配音演員

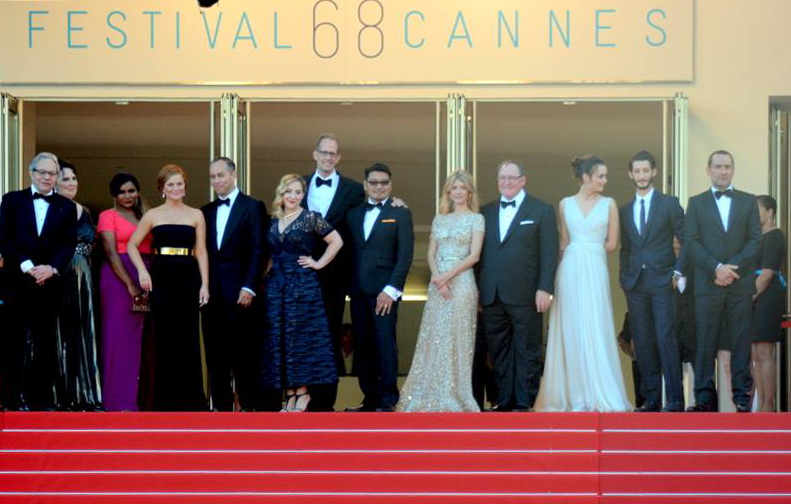
《腦筋急轉彎》的製作團隊出席於2015年的第68屆坎城影展，其中包括了英語及法語版本的配音演員

- 艾米·波勒飾樂樂（Joy）[9]，萊莉大腦總部內的指揮，致力讓萊莉樂觀面對一切，大腦總部的核心記憶都是由她造出來的
- 菲利斯·史密斯（英语：Phyllis Smith）飾憂憂（Sadness）[9]，萊莉大腦總部內的副指揮，為人悲觀，所有被她碰到的記憶球都會轉為悲傷
- 理查德·坎德飾小彬彬（Bing Bong）[10]，萊莉幼時的幻想朋友，活在其腦中世界，隨著萊莉長大而被逐漸遺忘
- 路易斯·布萊克飾怒怒（Anger）[9]，為人暴躁易怒，常為萊莉抱不平，當遇上令人煩惱的東西時，頭上會噴出火光柱
- 比爾·哈德飾驚驚（Fear）[9]，為人謹慎小心且膽小，負責替萊莉的日常活動作出風險和危機評估，在真實的腦袋中會害怕一些較為恐怖的東西（例如惡夢）
- 敏迪·卡靈飾厭厭（Disgust）[9]，負責使萊莉避開她所感到厭惡的事物
- 凯特林·迪亚斯（Kaitlyn Dias）飾萊莉·安德森（Riley Andersen）[9]，一位熱愛冰上曲棍球的11歲少女，因搬家所帶來的衝擊而情緒失衡
- 黛安·蓮恩飾吉兒·安德森（Jill Andersen）[11]，萊莉的母親
- 凯尔·麦克拉克伦飾比爾·安德森（Bill Andersen）[11]，萊莉的父親
- 寶拉·龐德史東（英语：Paula Poundstone）飾寶娜（Paula）[12]，萊莉腦中的遺忘師
- 鮑比·莫伊尼漢（英语：Bobby Moynihan）飾鮑伯比（Bobby）[12]，萊莉腦中的遺忘師
- 寶拉·佩爾（英语：Paula Pell）飾發夢導演、萊莉母親腦中的怒怒及披薩店店員腦中的厭厭[12]
- 大衛·戈爾茲（英语：Dave Goelz）飾法蘭（Frank）[12]，萊莉腦中潛意識的守衛
- 法蘭克·歐茲飾大偉（Dave）[12]，萊莉腦中潛意識的守衛
- 喬許·庫利（英语：Josh Cooley）飾大醜怪（Jangles the Clown）[13]，萊莉害怕的派對小丑，在她腦中的形象是個巨型怪物
- Flea飾阿積（Jake）[12]，萊莉腦部的警察
- 約翰·雷森伯格飾阿費（Fritz）[12]，萊莉腦部的工人
- 卡洛斯·阿拉茲拉奎飾萊莉父親腦中的驚驚及巴西直升機駕駛[12]
- 蘿莉·艾倫（英语：Lori Alan）飾萊莉母親腦中的憂憂[14]
- 拉西達·瓊絲飾學校酷女孩腦中的情緒[13]
- 彼特·達克特飾萊莉父親及披薩店店員腦中的怒怒[12]
- 羅尼·德爾卡門（英语：Ronnie del Carmen）飾萊莉抽象思考中的一位工人[12]

## 製作

### 開發背景
導演彼特·達克特就讀國小五年級時，其父親為了學習卡尔·尼尔森的音樂而舉家遷往丹麦並在那裡居住了一年。過程中，雖然達克特的兩位姐妹都輕鬆地適應了新的環境，他卻認為自己好似「離水之魚，不得其所」，且常常被同儕投以異樣的眼光。當其他的孩子們多半對於運動較感興趣時，達克特卻經常獨坐一隅嘗試繪畫，而這項嗜好也使他最終成為一名動畫師。達克特的社交恐懼則直到他上高中後才稍有緩解。

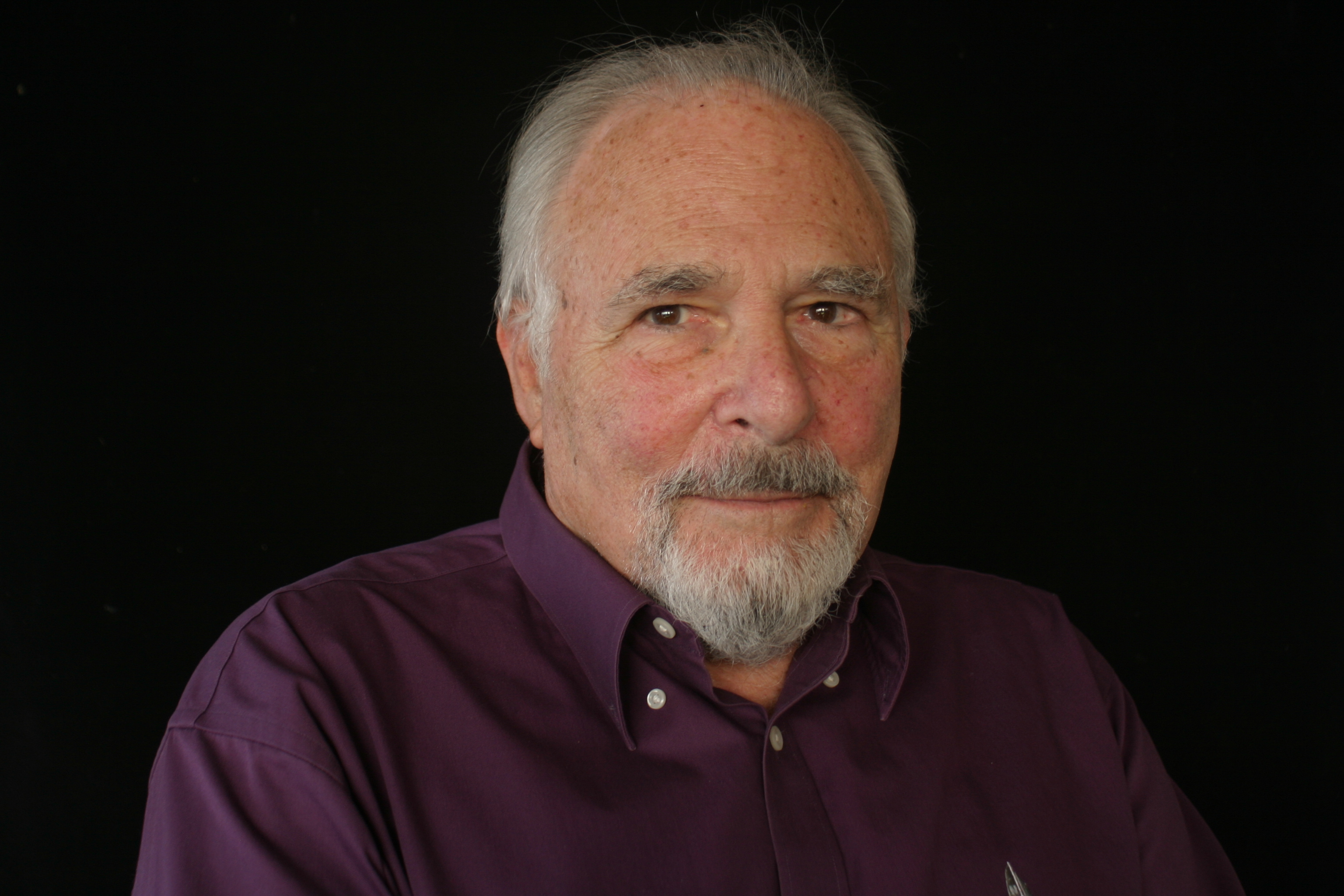
保羅·艾克曼曾是《腦筋急轉彎》製作團隊諮詢的學者之一

2009年下半，達克特注意到他年約11歲的女兒艾莉（Elie）也開始表現出類似的羞怯；他說道：「她開始變得更安靜、內向，而老實說，這使得我自己也感到非常不安與恐懼。」於是，達克特想像當情緒主導時，人類的大腦中究竟會發生些什麼事；他對於透過動畫將這些想像體現出來的想法感到相當興奮，並認為動畫乃是描繪「強勢、固執的卡通化人格」的理想媒介。接著，達克特便與乔纳斯·里维拉及羅尼·德爾卡門等人開始研究有關人腦的資訊；里維拉此前曾擔任過皮克斯動畫長片《天外奇蹟》的監製，而德爾卡門則曾執導其番外短片《逗逗的特殊使命》。此外，他們還諮詢了知名於研究情緒的心理學家保羅·艾克曼、以及來自加州大學柏克萊分校的心理學教授達契爾‧克特納。艾克曼在其早期的研究中曾鑑別出人類的六種基本情緒——快樂、憂愁、厭惡、恐懼、憤怒和驚訝，達克特認為驚訝與恐懼過於相似，所以只剩下五種情緒需要建構出相應的角色；在製作的過程中，製作團隊曾考慮加入其它的情緒角色，包括幸災樂禍、厭煩、骄傲與希望等，但皆未進入最終的電影成品。克特納則專注於憂愁——這個情緒常有助於強化人際關係。艾克曼和克特納兩人都強調，不論在於管理社交生活、或是建構人際互動，情緒都扮演著非常重要的角色。
由於達克特於2009年所執導的《天外奇蹟》獲得空前的成功，皮克斯的高層也同意再次讓他製作一部具有更複雜故事的電影。《腦筋急轉彎》是皮克斯首部未在史蒂夫·乔布斯的資助下製作的原創電影；此前，身為蘋果公司前執行長的喬布斯曾是皮克斯的創辦人兼最大股東之一，且對於該工作室的作品有很大的影響力，直到他於2011年逝世為止。此外，迪士尼的首席創意官兼執行製作人約翰·拉薩特當時也因專注於重新組織洛杉磯的華特迪士尼動畫工作室，而較少參與這部電影的製作。迪士尼及皮克斯的高層對於《腦筋急轉彎》的製作提案雖持正面意見，卻也承認這部電影的行銷將會非常困難。

### 編劇
在《腦筋急轉彎》的製作過程中，達克特招募了一個協助開發電影劇情的故事小組；雖然整體的動畫產業界一般是由男性主導，為獲得更多樣化的意見，達克特所招募的故事小組中有半數的成員皆為女性。由於研究曾顯示11至17歲的女性較能夠協調自己的情緒及表達，製作團隊最後便選擇以女孩作為電影的主角。而主角萊莉（Riley）對於冰上曲棍球的熱愛則來自於德爾卡門，他曾發現該運動在明尼蘇達州非常熱門。此外，在塑造萊莉的個性時，製作團隊選擇避免刻板印象中女孩的興趣，包括粉紅色或是洋裝等等。電影最初的構想中，萊莉最終陷入深度的抑鬱：達克特後來認為這樣的安排並不妥當而未予採用，不過最後的成品中，萊莉仍在電影的結尾落入難以自拔的沮喪之中。
首先，電影的分鏡耗時約二至三年完成，過程中皮克斯的創意智囊團隊（Brain Trust）也曾參與電影的開發；該團隊包含約八至十位資深編劇及導演，負責協助為皮克斯製作的所有電影提供意見。電影的開發過程中，每隔約三個月便舉行一次內部的試映會，並收集來自智囊團隊的建議；試映會結束後，製作團隊便依照建議做相應的改進或是直接重新來過，並在下一次的試映會上展示成果。電影的剪輯師凱文·諾丁（Kevin Nolting）估計，《腦筋急轉彎》在正式進入製作階段前，約生成了七個不同版本的故事。電影的故事小組在創造各情緒所代表的角色時，希望他們之間的差異及對比性能夠盡量顯著；其中，製作團隊發現樂樂（Joy）這個角色的創作最為困難，因為她必須體現出範圍廣大的「快樂感」。電影故事最初的構想之一是，樂樂因為緊抓著萊莉的青春不放，而使她陷入一場「社交風暴」；直到數次試映會後，製作團隊才提出主角搬家的構想——這項萊莉外在環境的衝突也使得電影故事的寫作變得更為容易一些。起初，萊莉所遭遇的情緒危機也並非因搬家所致，而是她努力地爭取在一場感恩节的戲劇中演出劇中的主角火雞；然而，這項構想被達克特認為太過「奇異」而未被採用。
達克特估計，在電影的製作過程中，大約花了四年的時間才成功將萊莉腦中的結構以及她所遭遇到的問題結合起來。「個性島嶼」的構想則對於劇中情感糾葛的開發有很大的幫助，因為它們同時直接影響主角大腦以及現實世界中所發生的事件。在一份草案中，故事裡的角色們在萊莉的腦中掉入「點子平原」（Idea Fields），並試圖在那裡「培養新點子」，就有如農夫培養作物一般。角色小彬彬（Bing Bong）——萊莉逐漸遺忘的兒時幻想玩伴——則來自於另一份草案；在該草案中，小彬彬是萊莉大腦「難民營」中的一位居民。電影製作的一大困難在於維持故事正確的腔調——舉例來說，觀眾不應受樂樂本身的性格所影響，或是對於她為萊莉所招來的困境抱持負面看法；里維拉除了感謝艾米·波勒為樂樂的配音外，也認為她對於為故事找到正確的腔調有很大的幫助。
電影的早期版本講述樂樂和驚驚（Fear）一起走丟的故事，因為製作團隊認為這看似是最幽默的選擇；2012年7月，製作團隊向其他皮克斯的電影製作人舉行了評估試映會，達克特從那之後便漸漸認為電影的故事並不理想，甚至擔心自己將被解雇——某個週日，達克特在家中一陣獨步後開始認為自己是個失敗，先前的成功都只是「僥倖」，並覺得自己應該主動辭掉這部電影的工作。接著，他開始思考辭職後有什麼是值得留念的，最後得到的結論是，他將會最想念在皮克斯的同事和朋友——這樣的想法給了達克特一大突破：情緒是為了強化人與人之間的連結，而人際關係恰是生命中最重要的事物之一。於是，達克特決定將驚驚替換為憂憂（Sadness），並認為這項重大的更改至為關鍵；後來，他向里維拉及德爾卡門解釋這項計畫的更改，而令他感到驚訝的是，他們對此決定也抱持了正面的看法。在接下來的試映會上，他向上司宣布電影故事重寫的新計畫；雖經歷了一些「驚險時刻」，不過電影的製作最後仍然維持進行。
後來，梅格·蕾法芙和喬許·庫利也曾參與故事的重寫；和達克特相同的是，他們兩人也將自己兒女成長的經驗融入了電影的劇本中。庫利說道：「……我們嘗試讓萊莉腦中的情緒扮演著父母的角色，因為編劇室中的所有同仁們也都身兼父母，我們只不過是將自身養兒育女時所遇到的經驗投射在電影的角色上。」
迈克尔·阿恩特花了約一年的時間參與電影的編劇，並曾稱它是個「極富創意的點子，同時也極具挑戰性」；不過，他在2011年便提前離開電影的製作團隊，並說道：「我知道皮克斯是怎麼運作的，最後的劇本中可能連（我寫的）一個字都不會保留！因為我離開後他們就已經聘用了新的編劇。不過，我很期待他們最終的成品。」雖然阿恩特提早離開，他仍在製作團隊中列名為「額外故事題材」（Additional Story Material）之一。

### 配音
《腦筋急轉彎》的配音團隊最早於2013年8月公開，其中為五位情緒角色配音的演員分別是艾米·波勒、路易斯·布萊克、敏迪·卡靈、比爾·哈德和菲利斯·史密斯。電影於2014年12月發行的首部預告片中則顯示，凯尔·麦克拉克伦和黛安·蓮恩兩人將分別為萊莉的父母配音。
曾客串《怪獸大學》的比爾·哈德在本片中負責為驚驚配音；他認為自己是因身為皮克斯電影的「頭號粉絲」而「像黃鼠狼般溜進」電影的製作團隊，才得以獲選此角。哈德在一次機緣下參訪皮克斯的工作室，在那待上了超過一週的時間，期間在電影的編劇室裡也「幫了點忙」；離開前，製作團隊邀請哈德為驚驚配音，同時也請求他協助聯絡同為《週六夜現場》資深演員的艾米·波勒——他們認為波勒將是角色樂樂的完美配音員。哈德回憶道：「他們曾說：『你介不介意替我們聯絡艾米？我們不想因為聯絡她而讓她覺得我們是什麼怪胎。』」他後來打電話向波勒告知事情原委，並特別提到她的角色將是推動電影的一大助力。在製作團隊告訴敏迪·卡靈這部電影的故事後，她潸然淚下，並說道：「我只是覺得——你們正寫著一篇故事，告訴孩子們成長是件困難的事，而且為了它感到難過是沒關係的——這太美妙了。」
里維拉在《霸凌女教師》午餐的一幕中看見菲利斯·史密斯的演出後，便決定讓她參與電影的配音；他致電給達克特並說道：「我覺得我找到我們的憂憂了。」由於電影包含多位來自《週六夜現場》的資深演員，製作團隊特別花了一星期的時間在該節目的電視直播現場進行研究。
曾聲演《虫虫危机》、《汽車總動員》系列以及《玩具總動員3》的理查德·坎德在本片中則為小彬彬配音。如同他先前為皮克斯配音的角色，坎德在這部電影中也試著傳達出那種「帶點天真無邪」的聲音；最後，他並未在電影上映前的宣傳中現身，因為製作團隊決定將小彬彬作為電影的秘密角色。

### 動畫設計
《腦筋急轉彎》的藝術風格意在反映1950年代的百老匯音樂劇。達克特想像，當每個情緒皆由一個特定的角色代表時，他們能夠「將卡通的設計以及動作的風格推至（他們）從未達到的境界」；為此，製作團隊以特克斯·埃弗里和查克·琼斯兩位動畫師為效仿的對象。達克特並指示肖恩·克勞斯（Shawn Krause）和維克多·納沃內（Victor Navone）兩位動畫總監：盡可能讓每個角色的行為看起來更為生動，而不應拘泥於死板的RenderMan模型；這使得動畫師們必須用數位繪圖板（皮克斯當時使用的是Wacom Cintiq）直接在尚未經過剪輯的片段上作畫。動畫團隊最先製作的場景包括主角萊莉與其父母共進晚餐一幕；在該橋段中，觀眾們的視角快速地在現實世界以及三位角色的大腦總部之間切換。
在想像大腦的內部應如何描繪時，製作團隊決定以「電化學」（electrochemical）一字作為核心思考；電影的美術指導拉夫·埃格爾斯頓解釋道：「那意味著把物件想成是種能量，或是以能量為基底、可被激發的東西。」每個情緒的角色都有一種容光煥發、「沸騰發泡」般的質感（特別是樂樂）；這種質感很容易分散觀眾的注意，因而使得那些角色的作畫更為困難。達克特說道：「之所以將這種能量灌注在那些角色身上，是因為我們嘗試描繪出情緒可能看起來的模樣。它們實際上是由會移動的粒子所組成的。它們應集巨大能量於一身，而非擁有一般的皮肉身軀。」製作團隊花了約八個月的時間處理樂樂周圍「閃閃發亮」的光暈，但因影響電影的預算而打算刪除；然而，拉薩特卻要求每個情緒角色都要套用這個效果。埃格爾斯頓回憶道：「你能聽見那些核心技術員加緊趕工、還有預算跟著一飛衝天的聲音。」
這部電影在世界各地發行時也包含了一些本土化的內容：舉例來說，日本地區的版本中萊莉所厭惡的食物是青椒而不是原版中的青花菜——這是考慮到日本地區的孩子們普遍而言較不排斥青花菜。

### 音樂
《腦筋急轉彎》的配樂是由美國編曲家麥可·吉亞奇諾譜寫；在這之前，他曾為《料理鼠王》、《超人特攻隊》等皮克斯動畫電影的配樂擔任作曲家，而這是他第五次為皮克斯的作品譜曲，同時也是繼《天外奇蹟》後第二次和達克特合作。製作團隊約在2010年左右首次向吉亞奇諾說明電影的故事，並讓他觀賞試映片後，他便依著自己觀後的感受創作了一段和電影本身無關、時長約八分鐘的組曲。里維拉提到，雖然吉亞奇諾和達克特都曾是音樂家，但兩人卻是以故事和角色作為出發點討論電影的配樂；他們兩人當時各都育有一名15歲的女兒，而這也使得吉亞奇諾和達克特在這部電影的合作期間有了更多的私人話題，特別在於彼此分享他們養兒育女的親身經歷。吉亞奇諾曾說：「彼特（達克特）希望這部電影的音樂能夠擁有發自內心的感覺。我們試著寫出一些著重氣氛、不同於傳統電影配樂的作品。」此外，他還認為自己為這部電影譜寫的樂曲比《天外奇蹟》的配樂還要更「富有情感」。
電影配樂的錄製時間是2014年11月至2015年1月，地點是華納兄弟公司位在洛杉磯郊區的一間錄音室；音樂由一個70人的管弦樂團演出，並由提姆·席孟尼克（Tim Simonec）擔任指揮，使用的樂器則包含管風琴、吉他和鼓等。

#### 原聲帶
這部電影的原聲帶於2015年6月16日由華特迪士尼錄音公司發行；其數位發行版本共收錄24首吉亞奇諾所作時長約一小時的電影配樂，而實體CD版本中則額外附加了一首來自動畫短片《火山戀曲》的曲目「Lava」。
| 曲序     | 曲目                                                | 时长  |
| -------- | --------------------------------------------------- | ----- |
| 1.       | Bundle of Joy                                       | 2:48  |
| 2.       | Team Building                                       | 2:18  |
| 3.       | Nomanisone Island/National Movers                   | 4:20  |
| 4.       | Overcoming Sadness                                  | 0:51  |
| 5.       | Free Skating                                        | 0:59  |
| 6.       | First Day of School                                 | 2:02  |
| 7.       | Riled Up                                            | 1:02  |
| 8.       | Goofball No Longer                                  | 1:11  |
| 9.       | Memory Lanes                                        | 1:22  |
| 10.      | The Forgetters                                      | 0:50  |
| 11.      | Chasing the Pink Elephant                           | 1:55  |
| 12.      | Abstract Thought                                    | 1:47  |
| 13.      | Imagination Land                                    | 1:25  |
| 14.      | Down in the Dumps                                   | 1:47  |
| 15.      | Dream Productions                                   | 1:43  |
| 16.      | Dream a Little Nightmare                            | 1:50  |
| 17.      | The Subconscious Basement                           | 2:01  |
| 18.      | Escaping the Subconscious                           | 2:09  |
| 19.      | We Can Still Stop Her                               | 2:54  |
| 20.      | Tears of Joy                                        | 3:39  |
| 21.      | Rainbow Flyer                                       | 2:58  |
| 22.      | Chasing down Sadness                                | 1:45  |
| 23.      | Joy Turns to Sadness/A Growing Personality          | 7:49  |
| 24.      | The Joy of Credits（含隱藏曲目「Triple Dent Gum」） | 8:18  |
| 总时长： | 总时长：                                            | 59:43 |

| CD額外曲目 | CD額外曲目                                     | CD額外曲目         | CD額外曲目 |
| 曲序       | 曲目                                           | 作曲               | 时长       |
| ---------- | ---------------------------------------------- | ------------------ | ---------- |
| 25.        | Lava（來自迪士尼／皮克斯動畫短片《火山戀曲》） | 庫阿那·托雷斯·卡雷 | 5:46       |

## 發行
《腦筋急轉彎》的製作計畫最初於2011年8月在迪士尼的官方粉絲俱樂部D23年度博覽會上公開。2012年12月，Bleeding Cool網站的報導指出電影的英文名稱將叫作「The Inside Out」，然而ComingSoon.net於隔年2月的報導則確認最終決定的名稱為「Inside Out」。2013年4月，迪士尼於CinemaCon期間在官方推特帳戶正式公布本片的英文片名為「Inside Out」。電影上映前，由於皮克斯的高層擔心其故事對於年輕的觀眾而言太過複雜，而舉辦一場以兒童為對象的試映會——製作團隊在此獲得了正面的回應，才得以紓除他們的憂慮。
電影於2015年5月18日在第68屆坎城影展上以非競賽片的身分舉行首映。美國地區則於同年的6月8日舉行首映，地點位在好莱坞的埃爾卡皮坦劇院，接著又於6月19日以2D、3D、和IMAX 3D等形式正式在全國各影院上映。本片也以杜比視界的形式在杜比影院中上映，這是動畫電影中的首例，也是所有迪士尼電影中繼《明日世界》後的第二例。值得注意的是，《腦筋急轉彎》是皮克斯於2015年發行的兩部電影之一，其二則是隨後於11月25日上映的《恐龍當家》——這是皮克斯首度在同一年內發行兩部長篇電影。
除了中國大陸地區受限於影片配額外，《腦筋急轉彎》在其它地區上映時皆於正片開始前同場播映詹姆士·福特·墨菲所執導的動畫短片《火山戀曲》；該短片為一齣愛情音樂劇，其內容講述兩座熱帶火山島嶼在數百萬年間從遙遙分隔直到相遇相戀的故事。
2015年6月18日，Skype在其即時通訊的功能中加入了五個新的表情符號，圖案分別是電影中出現的五位情緒角色，其使用期限為三個月。

### 家用媒體
《腦筋急轉彎》於2015年11月3日以藍光、3D藍光、DVD等形式由華特迪士尼影業家庭娛樂公司正式發行，而數位HD的版本則於同年的10月13日提前發行。前述的所有版本中皆包含皮克斯的短片《火山戀曲》，以及刪減片段、幕後製作等額外內容。此外，藍光和數位版本中另外包含一部名叫《萊莉的初次約會？》的短片；該短片由《腦筋急轉彎》編劇之一的喬許·庫利執導，其內容延續原電影的故事，並講述萊莉的父親和一位萊莉在學校認識的男同學相遇的經過。

### 電子遊戲
2015年6月18日，迪士尼在Apple App Store、Google Play、Amazon Appstore、Windows Store以及Windows Phone Store等平台上發行了一款名叫《腦筋急轉彎：泡泡樂》的遊戲；玩家分別以萊莉五種情緒的身分在電影的各個場景下進行遊戲，必須發射並消除相同顏色的泡泡（即電影中出現的記憶水晶球）才可過關；截至2016年5月，該遊戲共有485個關卡。
迪士尼的開放世界遊戲《迪士尼無限世界3.0》在2015年8月30日發行了《腦筋急轉彎》的五個新角色：樂樂、憂憂、怒怒、厭厭和驚驚。此外，2016年3月28日發行的手機遊戲《迪士尼天天過馬路》中也包含一系列《腦筋急轉彎》的角色可供玩家遊玩。

## 反響

### 票房
截至2015年10月1日，《腦筋急轉彎》在北美地區的票房總額為3.565億美元，在世界其它國家和地區票房總額為5.01億美元，全球票房達8.574億美元，超過約1.75億美元的總預算。本片成為2015年全球總票房收入第七高的電影、並在同一年的動畫電影中排名第二（僅次於《小小兵》），同時也是皮克斯創立以來總票房收入第四高的電影（當時僅次於《玩具總動員3》以及《海底總動員》，後再被《海底總動員2：多莉去哪兒》超越）；此外，它也是有史以來全球總票房收入第49名的電影，這在所有動畫電影中則排名第十二（以上排名未根據通貨膨脹調整）。Deadline.com則估計，若考慮到所有的支出和票房收入，這部電影的淨獲利約為2.7951億美元。

#### 北美地區
《腦筋急轉彎》在美国及加拿大共3946間影院上映，其中有3100間同時播映3D版本。它在上映前的週四夜預映中獲得370萬美元的收入——這是皮克斯所有曾舉辦週四夜預映的電影中獲得的最佳成績，然而尚不及《玩具總動員3》午夜預映所獲得的400萬美元。電影在上映首日即獲得3420萬美元的票房收入，這個成績當時在皮克斯電影中則僅次於《玩具總動員3》的4110萬美元（後再被《海底總動員2：多莉去哪兒》超越）。接著，電影上映首個週末的票房收入約為9040萬美元，在當週排行榜上列名第二，僅次於《侏儸紀世界》的1.066億美元；雖然《腦筋急轉彎》是皮克斯首部未在上映時奪得北美票房冠軍的電影，它仍然打破《超人特攻隊》的紀錄，成為皮克斯首週末票房收入最高的原創電影（非續集或改編自其它作品）；它也超越《明天過後》，成為所有未在上映時拿下北美票房冠軍的電影中，首週末票房收入最高的電影；此外，它也是所有包含非動畫片的原創電影中，首週末票房收入最高的電影，打破《阿凡達》7700萬美元的紀錄（後來被《寵物當家》超越）。
電影上映後出色的票房表現歸因於它在坎城影展的首映和CinemaCon的媒體試映會後所獲得來自各界的良好口碑，以及影評網站爛番茄上高達98%的正面評價；此外，上映的首個週末適逢父親節、以及Fathom Events成功推廣的一場週二夜特別播映會等因素也為電影帶來更佳的成績。電影上映後的第二個週末票房收入為5230萬美元，跌幅約為42%，在北美票房排行榜中仍居《侏儸紀世界》之後維持第二；直到上映後的第三週，其票房收入才漸漸超越《侏儸紀世界》，並於第三個週末以2980萬美元的成績奪下當週的北美票房冠軍。截至2015年9月4日，電影在IMAX影院的收入為3600萬美元，約佔其北美總票房收入的10%。最後，《腦筋急轉彎》在北美地區共獲得3.565億美元的票房收入，此成績在皮克斯的電影中名列第三，僅次於《玩具總動員3》以及《海底總動員2：多莉去哪兒》；若只考慮北美地區的票房收入，本片在2015年度的動畫電影中排名第一、在2015年度的所有電影中排名第四、在所有動畫電影中排名第七、在所有電影中則為第32名（未考慮通貨膨脹）。

#### 其它地區
2015年6月19日，《腦筋急轉彎》在37個國家或地區與北美同步上映，約佔其全球市場總數的42%，而上映首週末在北美地區以外的票房收入則約為4030萬美元。電影票房在全球各地的首映週末皆屢獲佳績，其排名依序為中國大陸（1170萬美元）、英國愛爾蘭馬爾他三國（1140萬美元）、墨西哥（860萬美元）、俄羅斯及獨立國協（760萬美元）、義大利（740萬美元）、德國（710萬美元）以及南韓（510萬美元）；最後，電影在北美以外地區票房總額的前三名則依序為英國（5810萬美元）、南韓（3170萬美元）以及墨西哥（3100萬美元）。它在墨西哥、菲律賓、印度及乌克兰等地區則成為當地票房總額最高的迪士尼或皮克斯動畫電影。此外，電影在俄羅斯的票房總額超越100萬元盧布；它在當地是首部創下此票房里程碑的皮克斯電影，也成為當地票房總額次高的迪士尼或皮克斯電影（僅次於《冰雪奇緣》）。

### 專業評價
《腦筋急轉彎》在評論界中受到媒體廣泛的好評。根據爛蕃茄上收集的384篇評論文章，其中有377篇給出了「新鮮」的正面評價，「新鮮度」為98%、平均得分8.9（最高10分）；該網站上對本片的共識評價中寫道：「《腦筋急轉彎》創意十足、動畫豔美華麗、且帶給人們強烈的感動，它著實為皮克斯的現代經典動畫系列又添了一筆傑作。」此外，它在該網站的動畫電影前百排行榜中取得了第一名的成績，並在所有電影的前百排行榜中列名第八（亦為該榜上排名最高的21世紀電影）。而在Metacritic上收集的55篇評論文章中，無一給出差評，平均得分94（最高100），屬於「一致讚賞」（universal acclaim）的評價。CinemaScore進行的市場調查則顯示影迷對本片的平均評價為「A」（最好A+，最差F）。
這部電影發行前，輿論界曾指出皮克斯電影的質量每況愈下，並對續集產生過度的依賴；同樣地，夢工廠動畫公司也從2010年代開始漸走下坡，許多電影發行後的票房表現皆不如預期。種種因素使得輿論認為電腦動畫作為一個整體的「電影類型」正不斷地「畏縮退怯」，而適逢其時上映的《腦筋急轉彎》則被許多影評譽為皮克斯一次榮耀的回歸。

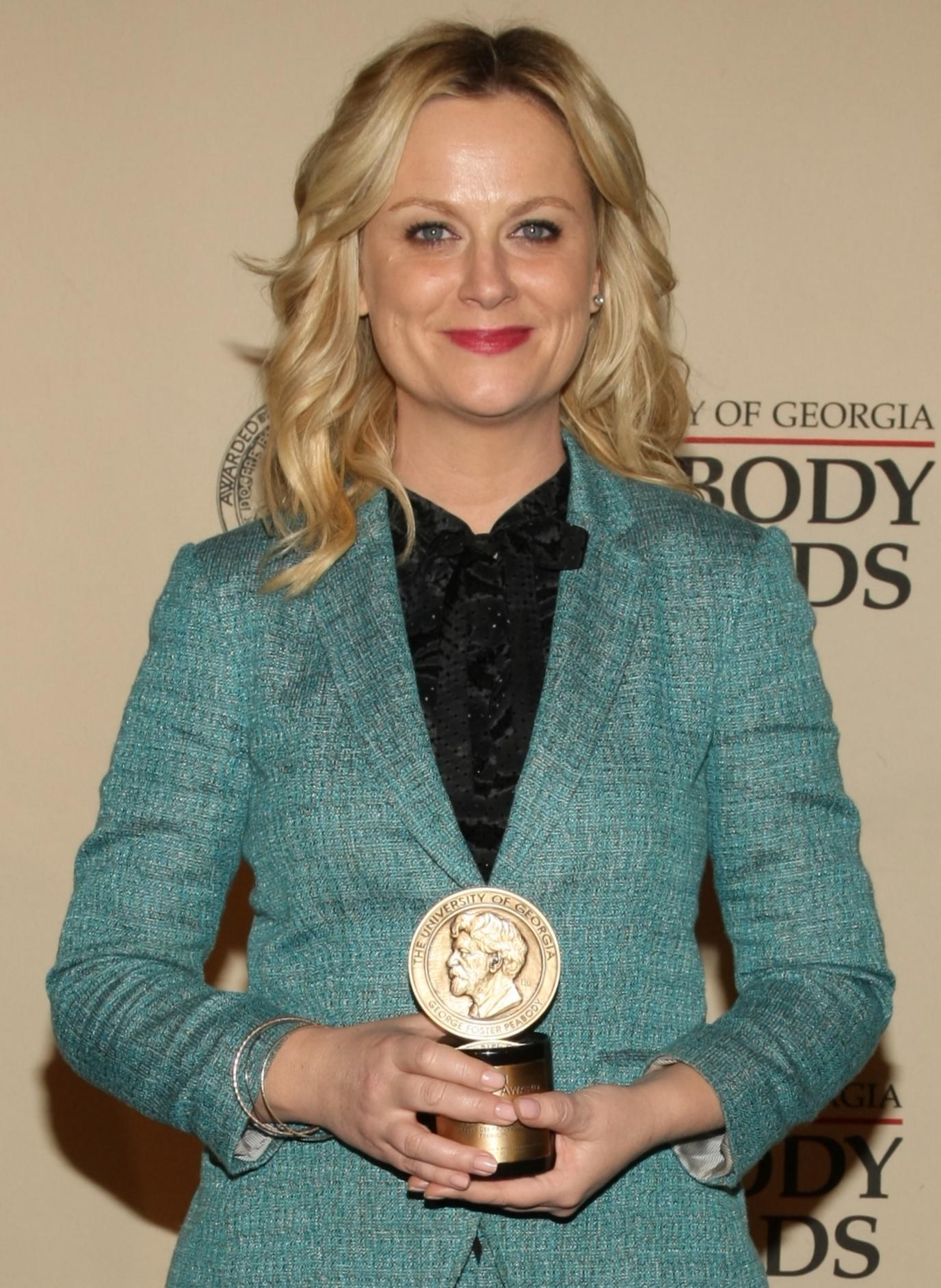
艾米·波勒在電影中的配音演出受到了不少影評的讚譽

2015年4月22日，電影在CinemaCon會上舉行了一場預映，並屢獲觀眾的佳評；他們讚賞電影高明的故事情節，然而也有人擔心電影的概念對年幼的觀眾來說過於複雜，而難以吸引廣大的家庭市場。電影在2015年的坎城影展舉行首映後，許多影評亦對本片讚譽有加。《綜藝》的彼得·迪布吉（Peter Debruge）對電影的感情溢於言表，並稱它是皮克斯有史以來「最棒的點子」、以及「一個令人讚嘆的原創構想，…絕對能讓人們永遠地對於『人們如何思考』的想像完全改觀。」《芝加哥論壇報》的麥克爾·菲利浦斯認為本片是皮克斯繼《天外奇蹟》（亦由彼特·達克特執導）以來最傑出的作品，並稱它「將近期股東操控下劣片百出的歪風給矯邪歸正，實為一部激勵人心、且從頭到尾都十分創新的佳作」。《好萊塢報導》的托德·麥卡錫（Todd McCarthy）認為本片的想法十分「大膽」，堪稱是所有家庭電影中「最讓人迷幻的構想」之一。《浮華世界》的理查·勞森（Richard Lawson）則寫道：「我認為較年幼的孩子們或許難以完全和《腦筋急轉彎》產生連結，然而它卻很可能讓大人們流下不少眼淚。」《衛報》的彼得·布拉德肖認為電影有著「輕盈而甜蜜」的質感，不過相較於皮克斯最好的作品則仍略遜一籌。《影音俱樂部》的伊格納特·維許奈維茲基（Ignatiy Vishnevetsky）雖對電影整體而言持正面評價，卻認為它「犧牲了皮克斯歷來的佳作中難以付諸言詞的優美和開疆拓土的覺察力，卻換來一部不停為了解釋而得配上旁白的電影」；此外，他也指出皮克斯的動畫師們應該在視覺設計上更具冒險精神，才得以匹配這部電影野心勃勃的構想。
電影正式上映後，也持續獲得好評。《HitFix》的克里斯多福·塔普利（Kristopher Tapley）不僅稱它是2015年的最佳電影，甚至是「21世紀最佳的電影之一」。《紐約時報》的A·O·史考特認為電影是個「十足的樂趣」，並特別讚賞它「替悲傷的辯護，在娛樂的華麗包裝下辯稱憂鬱乃是不可或缺的。」《華盛頓郵報》的安·霍納迪（Ann Hornaday）則認為它是「一部超越純粹的娛樂、而成為某種讓人們的情感真正得到宣洩甚至療癒的罕見電影。它給予孩子們一套象徵性語言，以管理他們最難掌控的情緒。」《芝加哥太陽報》的理察·魯珀認為電影「大膽、華麗、甜美、有趣，有時又傷感得令人心碎」，並稱它是2015年最佳的電影之一。《娛樂周刊》的克里斯·納沙瓦西（Chris Nashawathy）認為電影「卓越且動人…在心理層面上極為高明」。《時代雜誌》的瑪麗·波爾斯（Mary Pols）則認為電影「摒棄了家庭電影慣用的框架」而成為一部「近乎致幻、全然美麗」的佳作。《大西洋月刊》的克里斯多福·歐爾鼓勵讀者觀賞本片，並稱它「帶有那種面面俱到、感人肺腑的故事，而讓你很難想像它不是皮克斯的作品」，也「使皮克斯再度站上頂尖」。《洛杉磯書評》的宋慧慈則認為，電影的構想可與安東尼奧‧達馬西奧、達契爾‧克特納及奧利佛·薩克斯等神經學家的研究相提並論。。
2022年5月，本片在Metacritic列出的影史百大動畫電影排名中名列第38名。

### 榮譽
《腦筋急轉彎》從至少50個不同的組織或協會獲得共15項最佳電影、21項最佳劇本以及40項最佳動畫電影獎項的提名。在2016年所頒發的第88屆奧斯卡金像獎中，電影獲得奧斯卡最佳原创剧本獎的提名，並成功奪下奧斯卡最佳動畫片獎。在同年的第43屆安妮獎中，電影的14項提名有10項成功獲獎，其中包括安妮獎最佳動畫片獎、以及彼特·達克特的傑出動畫片導演獎和菲利斯·史密斯的傑出動畫片配音獎等共9項個人成就獎。美国电影学会則將《腦筋急轉彎》列為該年度的十大最佳電影之一。
電影在第73屆金球獎上獲得了該屆的最佳動畫片獎。它也在應屆的评论家选择奖上獲得三項提名，並成功拿下其中的最佳動畫片獎。紐約影評人協會也頒給電影2015年度的最佳动画片獎；國家評論協會則將它列為該年度十大電影之一，並頒予其最佳動畫片獎。電影在聖地牙哥影評人協會以及洛杉磯影評人協會所頒發的最佳動畫片獎項中則皆敗給《安諾瑪麗莎》而取得亞軍。它還獲得了卫星奖中包括最佳原創劇本及最佳原創音樂等四項提名，並成功獲頒其中的最佳動畫或混和媒體電影獎。電影在英国伦敦則獲頒第69届英国电影学院奖的最佳動畫片獎，同時獲得最佳原創劇本獎的提名（敗於《驚爆焦點》）。電影亦獲得羅伯獎年度美國電影及意大利电影金像奖最佳外語片的提名；此二獎項和奥斯卡金像奖相似，皆分別由丹麦以及意大利的國家電影學院頒發。
至少有100篇影評或出版物將《腦筋急轉彎》譽為2015年度的最佳電影，它在爛番茄及Metacritic所獲得的分數分別在2015年的電影中排名第二及第四。「CriticsTop10」的統計结果表明，本片在340篇影評的年度十佳電影清單中榜上有名，其中有27篇將其排在第一；《腦筋急轉彎》最終同《瘋狂麥斯：憤怒道》、《因為愛你》、《驚爆焦點》、《不存在的房間》和《愛在他鄉》等片一起成為2015年最受稱譽的電影。

## 續集
在2015年6月24日的一次受訪中被問及續集的可能性時，彼特·達克特表示他「目前沒有續集的點子」，卻也說道：「絕不說絕不。」2016年1月14日，達克特在《娛樂周刊》的訪問下卻改口表示可能將製作續集，而他和皮克斯也會尋找續集的點子，並說道：「到時候就知道是否會想出些什麼了。對我來說，這並不是『我們喜歡它，所以就來製作下一部吧』那麼簡單。……所以我們會開發新的點子，看看會發生些什麼事。」然而，在2016年7月的一次訪談中，皮克斯的總裁吉姆·莫里斯表示雖然有不少對續集的要求，目前該公司已將其主要資源分配給數個預計在2019年後發行的原創電影構想，而近期內將不會開發《腦筋急轉彎》或其它電影的續集。2022年9月9日，迪士尼在D23博覽會上正式宣佈製作《腦筋急轉彎2》，該片由凱爾西·曼恩執導，梅格·蕾法芙編劇，馬克·尼爾森製片，波勒回歸聲演樂樂，並排定於2024年夏季上映。